# Sangomar
Sangomar ist eine kleine unbewohnte Insel der Gemeinde Dionewar an der Atlantikküste des westafrikanischen Staates Senegal. Sie ist Zentrum einer nach ihr benannten Aire marine protégée und gehört zum Nationalpark Delta du Saloum.  Sie ist als Vogelparadies bekannt.

## Geographische Lage und Geschichte
Die ungefähr 7,85 km² große Insel (Stand 2025) war ursprünglich Teil einer an der Atlantikküste durch Wind und Wellen erzeugten Kette von Küstendünen, die als Barriere vor dem Saloum-Delta lag, den Saloum-Hauptarm an der Vereinigung mit dem Meer hinderte und ihn zwang, der dem Meer abgewandten Seite der Dünen nach Süden zu folgen, bis das Süßwasser endlich die Kraft fand, am Ende der Landzunge, der Pointe de Sangomar, über Sandbänke hinweg sich in das Meer zu ergießen. Im Norden dieser Landzunge lagen aufgereiht die Dörfer der Gemeinde Palmarin Facao.
Die Pointe de Sangomar wurde seit langem von Seefahrern und Hydrographen beschrieben aufgrund der dort vor der Saloum-Mündung liegenden Sediment-Schwelle und der strategischen Lage der Landzunge für den Handel mit den damaligen Königreichen Sine und Saloum im Sine-Saloum-Teil des Erdnussbeckens. Sie beherrschte die Zufahrt zum Hafen von Kaolack am Saloum, einem wichtigen Produktionszentrum für Salz. Im 19. Jahrhundert versuchte Louis Faidherbe, der damalige Gouverneur des Senegal, die Kontrolle über das Erdnussbecken zu gewinnen und das Reich von Cayor einzukreisen. Er führt unter anderem eine Expedition nach Sine im Mai 1859 durch. Er veranlasste, das auf Sangomar eine französische Befestigung errichtet wurde. Ab 1890 gab es dort eine Zollstation.
Während die Landzunge sich zeitweise um mehr als einhundert Meter jährlich verlängerte, verlor sie durch Erosion stellenweise so an Breite, dass die Sturmflut eines Nordweststurms am 27. Februar 1987 die Dünenkette drei Kilometer südlich von Djifer, dem südlichsten Dorf, an einer Stelle namens Lagoba durchbrach, wo die Landzunge nur noch 80 bis 110 Meter schmal war. Dieser Lagoba-Durchbruch verbreiterte sich nach Norden und Süden auf (Stand 2025) fünf Kilometer und bildet die neue Mündung des Saloum-Hauptarms, während die alte im Süden immer mehr zu einer Lagune verlandet. Das Dorf Djifer ist nun auf drei Seiten vom Wasser umgeben und durch die fortschreitende Küstenerosion in seiner Existenz bedroht.
Die Pointe de Sangomar, die sich von Djifer aus in südlicher Richtung zuletzt über etwa 16 Kilometer erstreckte, hat als bloße Barriereinsel ihre frühere Schutzfunktion für die verschiedenen Landschaften des Saloum-Deltas weitgehend verloren. Seit dem Durchbruch wird eine verstärkte Küstenerosion, ein erheblicher Rückgang der Strände, eine Versandung der Wasserwege zu den Dörfern des Deltas, ein zunehmender Verlust landwirtschaftlicher Flächen und ein Vorrücken der Grundwasserversalzung beobachtet.
Besonders betroffen ist die Île de Guior, deren Dorf Dionewar nun dem offenen Meer ausgesetzt ist und das Dorf Niodior, das drei Kilometer östlich von Sangomar liegt und mit Verlandung seiner Gewässer zu kämpfen hat.

## Meeresschutzgebiet
Das Meeresschutzgebiet Aire marine protégée de Sangomar wurde am 25. März 2014 per Dekret geschaffen und hat eine Größe von 874,37 km². Es liegt im Arrondissement de Niodior des Departements Foundiougne und im Arrondissement de Fimela des Departements Fatick, beide in der Region Fatick. Das Schutzgebiet umfasst zwei verschiedene Ökosysteme: einen kleineren Landteil, der hauptsächlich die Inseln Île de Guior und Sangomar umfasst, und der weitaus größere Teil ist ein Marines Ökosystem. Dessen Westgrenze liegt zwischen den Koordinaten der Eckpunkte 14° 3′ 55″ N, 16° 58′ 57″ W und 13° 46′ 54″ N, 16° 58′ 48″ W, ist 31,4 Kilometer lang und ist rund 23 Kilometer westlich der Küstenlinie zu finden. Ziel der Unterschutzstellung des Meeresschutzgebiets ist die
- Erhaltung der biologischen Ressourcen und Lebensräume
- Förderung einer effektiven Beteiligung der Akteure an der Verwaltung
- Nachhaltigkeit der Nutzung der Ressourcen

## Ölfeld
Das Sangomar-Ölfeld ist das erste erschlossene Offshore-Vorkommen von Erdöl Senegals. Es liegt rund 100 Kilometer südlich von Dakar und damit etwa 60 Kilometer vor der Insel Sangomar. Die Erschließung begann Anfang 2020, die Ölförderung im Juni 2024. Diesem Zweck dient das Produktions-, Lager- und Entladungsschiff (FPSO) Léopold Sédar Senghor. Das Schiff ist mit einem externen Turret-Mooringsystem dauerhaft in einer Wassertiefe von etwa 780 Meter verankert. Es hat eine Mindestlagerkapazität von 1.300.000 Barrel (entspricht etwa 206.000 m³) Rohöl. Erwartet wird eine Produktion von etwa 100.000 Barrel (entspricht etwa 15.900 m³) pro Tag. Namentlich auch für dieses Öl wurde der Hafen Ndakhonga gebaut.